# Charles D. Palmer

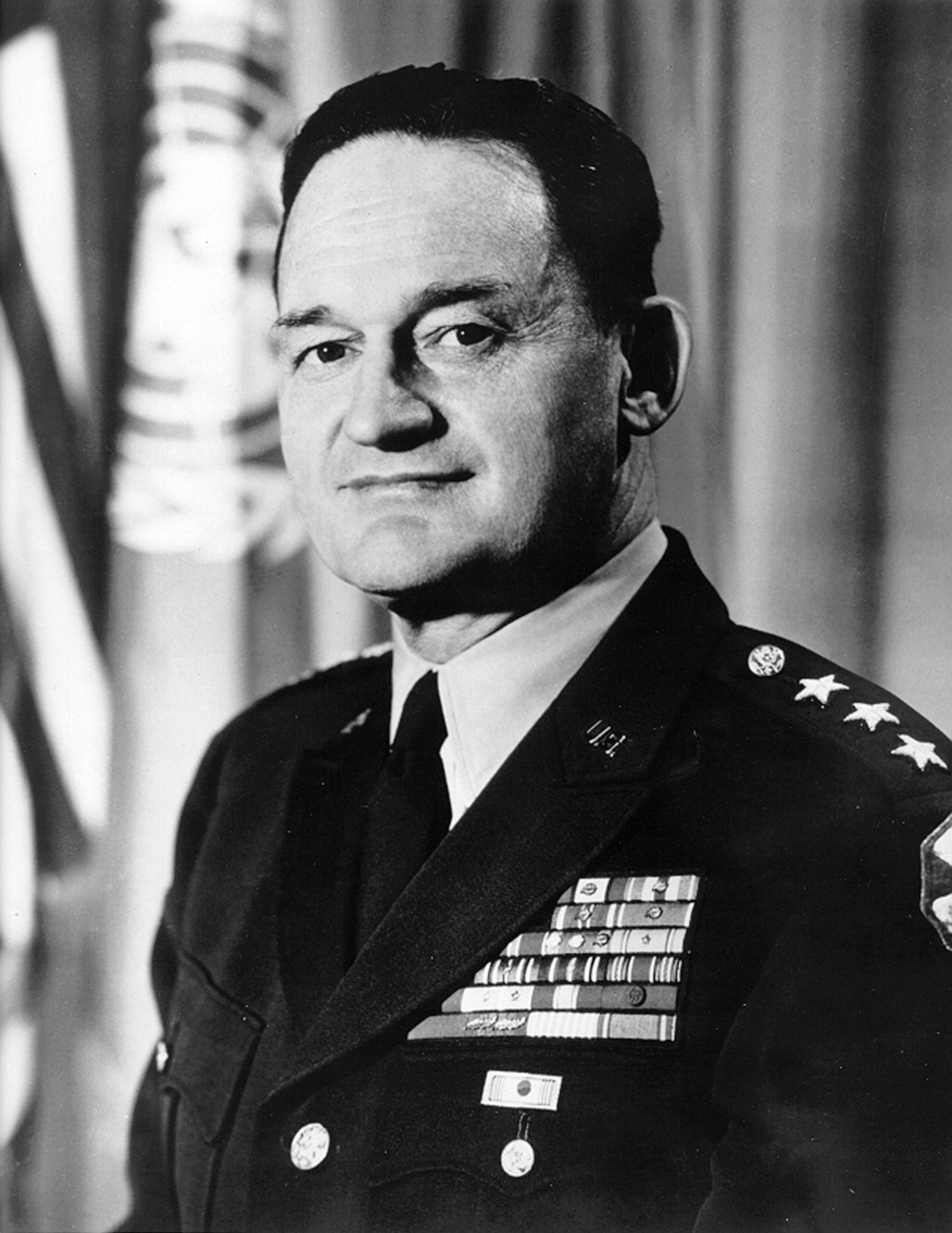
Charles D. Palmer, Jr.

Charles Day Palmer, Jr. (* 20. Februar 1902 in Chicago, Illinois; † 7. Juni 1999 in Washington, D.C.) war ein Viersternegeneral der United States Army. Er war unter anderem Kommandeur der 1. US-Kavalleriedivision und der 6. Armee.
Charles Palmer entstammte einer Familie mit militärischer Tradition. Sein Großvater William E. Birkhimer (1848–1914) war Brigadegeneral im US-Heer. Sein Bruder war Williston B. Palmer (1899–1973), der es in der Armee ebenfalls bis zum Vier-Sterne-General brachte.
Charles absolvierte die High School in Washington, D.C. In den Jahren 1920 bis 1924 durchlief er die United States Military Academy in West Point. Nach seiner Graduation wurde er als Leutnant in das Offizierskorps des Heeres aufgenommen und der Feldartillerie zugeteilt. In der Armee durchlief er anschließend alle Offiziersränge vom Leutnant bis zum Vier-Sterne-General.
In seinen jüngeren Jahren absolvierte er den für Offiziere in den niederen Rangstufen üblichen Dienst in verschiedenen Einheiten und Standorten in den Vereinigten Staaten. Zwischen April 1941 und Juli 1942 war er Stabsoffizier für Logistik (G4) beim Trinidad Sector & Base Command. In diese Zeit fiel der amerikanische Eintritt in den Zweiten Weltkrieg. Zwischen Juli 1942 und März 1944 war Palmer Stabschef der 11. Panzerdivision, die in jenen Jahren noch an verschiedenen Standorten der Vereinigten Staaten Manöver abhielt und ausgebildet wurde. Im März 1944 wurde er Stabschef der 2. Panzerdivision, die bereits in Europa eingesetzt war. Zu jener Zeit war sie in Großbritannien stationiert und bereite sich auf eine Landung in Frankreich vor. Wenige Tage nach dem Beginn der Alliierten Landung in der Normandie am 6. Juni 1944 landete die 2. Panzerdivision am Omaha Beach.
Charles Palmer blieb bis September 1944 Stabschef der 2. Panzerdivision. Danach wurde er für einen Monat Stabschef beim V. Korps. Anschließend war er bis Juni 1945 in gleicher Funktion beim VI. Korps tätig. In diese Zeit fiel seine Beförderung zum Brigadegeneral. Mit dem VI. Korps war er am Vormarsch der Alliierten durch Südfrankreich und weit nach Deutschland und Österreich beteiligt.
Nach dem Ende des Krieges in Europa fand Palmer weitere Verwendungen als Stabschef. Zwischen Juli 1945 und Juni 1946 war er in dieser Funktion beim 4th Service Command tätig und danach bis März 1947 bei der 7. Armee. Zwischen März und November 1947 übte er dieses Amt bei der 3. Armee aus, die damals aus Deutschland in die Vereinigten Staaten zurückverlegt wurde. Im Dezember 1947 erhielt Palmer das Kommando über die Artillerie der 1. Panzerdivision, die damals zu den Besatzungstruppen in Japan gehörte. Dieses Amt bekleidete er bis Juni 1950. Nach einer kurzzeitigen anderen Verwendung erhielt er im Februar 1951 das Kommando über diese Division, das er bis Juli 1951 innehatte. In diese Zeit fiel der Beginn des Koreakriegs an dem Palmer mit seiner Division aktiv teilnahm. In den folgenden Jahren bekleidete Palmer weitere Aufgaben als Stabsoffizier. So war er in den Jahren 1952 und 1953 Leiter der G3 Stabsabteilung für Operationen beim Army Field Forces Command. Danach war er von 1954 bis 1955 Stabschef beim United States European Command. Es folgte seine erneute Versetzung in den Fernen Osten, wo er in Südkorea stellvertretender Kommandeur der 8. Armee war (1955–1958). Anschließend erhielt er das Kommando über die 6. Armee, das er in den Jahren 1958 und 1959 bekleidete. Sein letztes militärisches Amt war das des stellvertretenden Kommandeurs des US European Commands, das er zwischen dem 1. Oktober 1959 und dem 1. März 1962 ausübte. Anschließend ging er in den Ruhestand.
Charles Palmer verbrachte seinen Lebensabend in Washington, D.C., wo er für einige Jahre als militärischer Berater der Firma Research Analysis Corporation tätig war. Er engagierte sich dort auch in einigen militärischen Veteranenorganisationen. Er starb hochbetagt am 7. Juni 1999 und wurde auf dem amerikanischen Nationalfriedhof Arlington beigesetzt.

## Orden und Auszeichnungen
Charles Palmer erhielt im Lauf seiner militärischen Laufbahn unter anderem folgende Auszeichnungen:
- Army Distinguished Service Medal
- Silver Star
- Distinguished Flying Cross
- Legion of Merit
- Bronze Star Medal
- Air Medal